# Crime environnemental

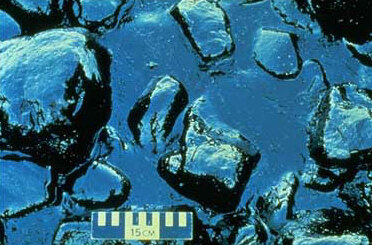
Les marées noires font partie des catastrophes environnementales qui ont motivé la notion de crime contre l'environnement

Le crime environnemental (ou crime contre l'environnement ou crime écologique parfois aussi dénommé écocide) est une notion juridique récente qui, même si elle ne possède pas de définition faisant l'unanimité, est reconnue par la majorité des pays. On parle aussi d'éco-mafia pour désigner les auteurs de ces crimes quand leurs méthodes sont celles du crime organisé.
Comme son nom l'indique, cette notion regroupe les incriminations incluses dans le droit de l'environnement et renvoie donc à ce droit de l'environnement, mais elle peut aussi s’inscrire dans les « conflits verts » . 
Deux aspects et fondements sous-tendent cette notion :
1. Un fondement éthique et philosophique : la reconnaissance du devoir de tous et chacun à  participer à la protection de l'environnement ; C'est un principe en quelque sorte moral, éthique et universel. L'environnement est ici compris comme bien commun et éventuellement, depuis quelques années comme source de « services écosystémiques » plus ou moins vitaux, irremplaçables ou importants et non pas comme un simple patrimoine.
2. un fondement plus pragmatique, juridique : dans cette logique, un crime contre l'environnement est une infraction à la législation sur l'environnement, dont la sanction judiciaire est classifiée dans la catégorie des crimes ; on parle alors plutôt de contravention environnementale, ou d'infraction environnementale. La reconnaissance du crime environnemental s'inscrit dans un objectif de lutte contre les catastrophes écologiques.

À l'image des droits de l'homme qu'elles semblent compléter, ces notions ont pris de l'importance dans le droit anglophone et le droit européen de l'environnement ; essentiellement depuis les années 1970 ; on les retrouve en France dans la charte de l'environnement intégré en 2004 dans le bloc de constitutionnalité du droit français, c'est-à-dire adossée à la constitution. Cette charte affirme des droits et les devoirs fondamentaux de tous et chacun relatifs à la protection de l'environnement. 
Selon l'Observatoire national de la délinquance et des réponses pénales le nombre de ces crimes est en hausse spectaculaire dans le monde. Cette criminalité tend à s'internationaliser. 

En France selon les statistiques disponibles, il a encore augmenté (de 20 %) de 2010 à 2012, pour atteindre un total d'environ 70 000. La Commission européenne considérait en 2014 que le marché du bois illégal représentait alors 30 % du marché mondial. L'ivoire des cornes de rhinocéros n'a jamais été aussi recherché : plus de 1000 rhinocéros ont été victimes de braconniers en 2013 (contre 13 en 2007). Selon le Consortium International contre les crimes contre la vie sauvage (ICCWC), le trafic d'éléments de rhinocéros représentent près de 30% du trafic mondial d'animaux sauvages (morts ou vivants) . L'ivoire d'éléphant a justifié la mort par braconnage de 22 000 d'entre eux en 2012 et le trafic d'espèces sauvages représenterait un chiffre d'affaires de 20 milliards de dollars.  
Selon un rapport d'Interpol et du Programme des Nations unies pour l'Environnement, cette forme de criminalité est en 2014 située au quatrième rang des activités illicites dans le monde (après les stupéfiants, la contrefaçon et le trafic d’êtres humains. Ses profits sont estimés (2014) être entre 70 et 213 milliards de dollars par an, rien que pour Le trafic d’animaux et de produits forestiers,. 
L'introduction dans les années 2010 des notions de « préjudice environnemental » et le renforcemnet de la fiscalité environnementale pourraient profiter à la Protection de l'environnement.

## Crime environnemental: concepts et définition

### Contenu et perception variable
Selon un rapport gouvernemental américain de 2000, un crime environnemental est une activité criminelle entrant dans les catégories suivantes : commerce illégal d'animaux ou d'espèces en danger, pêche illégale, exploitation illégale des forêts, commerce illégal des matières précieuses, commerce de matières nocives contre la couche d'ozone (CFC) et pour finir, pollution par déchets et trafic de déchets (dont déchet toxique). pour le Pr Laurent Neyret (coordinateur d'un rapport Des écocrimes à l'écocide (dit « Rapport Neyret »  rendu à la garde des Sceaux Christiane Taubira le 11 février 2015, les trafics internationaux (de déchets notamment) « représentent des marchés criminels extrêmement lucratifs et peu risqués en termes de sanctions, si on les compare à celles encourues pour le narcotrafic par exemple ». 
De manière générale, la notion de  crime contre l'environnement  concerne généralement les domaines suivants : 
- émission (chroniques ou ponctuelles et importantes) de polluants affectant l'eau, l'air, les sols ou la santé de l'Homme ou des écosystèmes
- mise en danger d'espèces menacées, par leur trafic ou via la destruction de leur habitat;
- mise en danger d'autrui ou de l'environnement par une mauvaise gestion de déchets  dangereux, toxiques, radioactifs, etc
- une exploitation ou surexploitation illégale d'une ressource (cf. déforestation, surpêche…)
- non-respect d'une législation environnementale ayant entrainé de graves conséquences pour l'environnement ou la santé.

Pour Ioana Botezatu (Interpol), les crimes environnementaux sont généralement commis par des « groupes structurés, organisés, disposant de moyens modernes de communication » (Ioana Botezatu, lors d'un colloque co-organisé par Le Monde à Paris le 11 février 2015, cité par Actu environnement (Trente-cinq propositions pour sanctionner les crimes contre l'environnement)). 	  
Selon Julian Newman de l'Environmental Investigation Agency, « Le problème avec ces crimes, c’est qu’ils ne sont pas vraiment perçus comme prioritaires, on n’y consacre pas beaucoup de ressources. Et quand la contrebande est stoppée, il y a rarement des poursuites. Pourtant, ce sont des crimes qui méritent une réponse forte de la part de l’Europe et du monde, parce qu’ils nous affectent tous ».

### Philosophies
Le droit coutumier et ancien contiennent des éléments de protection juridique de l'environnement. Cette protection concernait particulièrement les forêts et de l'eau en Europe ou en Asie depuis l'empire romain et jusqu'au XVIIIe siècle, mais on ne parlait pas encore d'« environnement » à ces époques. 
L'environnement a commencé à prendre une importance très significative au regard du droit de la santé avec les hygiénistes au XIXe siècle. 
Encouragés par une opinion publique choquée par de grands scandales alimentaires et sanitaires, par des catastrophes (Minamata, Bhopal, Tchernobyl) ou des pollutions majeures (marées noires en particulier), de nombreux États ou groupes d'États mettent en place depuis la fin des années 1990 une législation plus contraignante, avec des enquêteurs et inspecteurs spécialisés mieux formés et mieux outillés pour constater, mesurer et verbaliser les infractions environnementales plus sévèrement sanctionnées (avec sanctions pénales, amendes, saisies ou emprisonnement, voire de peine de mort dans quelques pays comme en Chine pour certains dirigeants ou cadres d'entreprise ou d'administration responsables ou complices de crimes environnementaux jugés très graves).
Par exemple, de 1983 à 1990, le département américain de la Justice a obtenu 57 358 404 $ de sanctions pénales et des peines d'emprisonnement pour 55 % des prévenus accusés d'infractions à l'environnement (Tomkins, 2005) .  Les marées noires ont spectaculairement diminué à la suite de la mise en place de normes de sécurité maritime : par exemple, la Convention MARPOL 73/78 a imposé les double coques aux pétroliers, le Mémorandum d'entente de Paris sur le contrôle des navires par l'État du Port (Paris MoU) a standardisé et systématisé le contrôle des navires dans les ports européens. 
Un rapport du gouvernement américain en fait cependant : « l'une des activités les plus profitables et qui se répand le plus vite dans le nouveau périmètre des crimes internationaux ». 
Son évolution s'est faite parallèlement à celle de l'éthique environnementale et de la responsabilité environnementale qui questionnent le droit et le législateur sur la notion de ressource naturelle, bien commun, de bien environnemental, de service écologique rendu par la biodiversité et in fine de la responsabilité de tous et chacun vis-à-vis des générations futures. Ces avancées ont déjà induit des réorganisations législatives et de la hiérarchie des normes. 
Elle semble aussi commencer à prendre en compte l'absence évidente de respect du principe de précaution. 
Les astreintes financières, mesures de réparation ou compensation, ou amendes issues de l'application de ce droit peuvent (ou pourraient être) dans certains pays utilisées comme des écotaxes. 
Une question posée au législateur est celle de la rétroactivité ou des seuils spatiotemporels de prescription, notamment pour des actes dont les conséquences portent sur le long terme, ou dont les effets ne se manifesteront que dans l'avenir (ex : perturbateurs endocriniens, immersion de déchets dangereux et/ou radioactifs dans des containers qui se dégraderont inéluctablement, munitions immergées avant l'interdiction internationale d'immersion de déchets, décharges internes dont les étanchéités se dégraderont, séquelles de guerre ou industrielles, etc.

#### Philosophie anglo-saxonne
Les Anglosaxons parlent d'une criminologie verte (Green Criminology) se spécialisant dans l'étude des crimes, infractions et comportements préjudiciables à l'environnement. Ce domaine inclut le rôle que les sociétés (incluant entreprises, gouvernements et diverses communautés) ont en matière de préjudice à l'environnement. 
La criminologie pratique et théorique commence, dans la plupart des pays, à reconnaître le caractère limité des ressources de la terre et l'importance des atteintes à la biodiversité. 
Par suite, elle s'intéresse :
- à l'importance de la façon dont les organes chargés d'appliquer le droit (pouvoir judiciaire en particulier) peuvent mesurer (quantitativement et/ou qualitativement) le dommage à l'environnement, par différents indicateurs concernant des normes ou valeurs seuils reconnues à des niveaux nationaux et internationaux.
- à la réalité et/ou à l'efficacité des sanctions appliquées aux éco-délinquants (White 2003)[12].
- aux stratégies d'évitement des "criminels" environnementaux (en particulier avec la délocalisation des impacts vers des pays vulnérables, à législation environnementale faible ou notoirement non respectée), domaine faisant partie des inégalités environnementales.

#### Prise en compte croissante par ledroit français, perspectives
En France, Félix Ciccolini proposait en 1978 un délit de pollution ayant le même statut qu’un meurtre ou un vol, prévoyant que « quiconque aura par intention, imprudence ou négligence, directe ou indirecte, porté atteinte à la santé de l’homme, des animaux ou des plantes en altérant soit l’équilibre du milieu naturel, soit les qualités essentielles du sol, de l’eau ou de l’air, est coupable du délit de pollution ». 
Cette notion de « crime environnemental » n'est cependant apparue clairement qu'avec le constat d'inefficacité des premières législations environnementales des pays anglo-saxons et européens. Celles-ci, d'abord cadrées par le droit civil, étaient essentiellement fondées sur des amendes et des pénalités financières ou administratives insignifiantes et sans effet dissuasifs pour la plupart des grandes entreprises, les particuliers, ou des gouvernements.[réf. souhaitée] 
Les pollutions les plus graves ou les activités à risque étaient simplement délocalisées dans des pays à faible législation environnementale, ou simplement intégrés dans les prévisions budgétaires : frais d'avocat et/ou d'amendes)[réf. souhaitée]. 
De plus, les juges et tribunaux ne disposaient pas des moyens et/ou connaissances suffisants pour appréhender ou démontrer la gravité des actes, ni même parfois de réglementation adaptée au niveau national ou surtout international, et ils étaient contraints par un droit pénal inadapté à la prise en compte des générations futures ou des effets environnementaux différés dans l'espace ou le temps (concernant les pollutions diffuses et chroniques, les déchets en quantité dispersée, les effets synergiques de polluants en particulier)[réf. souhaitée]
Le droit pénal a commencé dans les années 1970 à clairement intégrer l'environnement[réf. souhaitée], avec parfois des exceptions et dérogations importantes négociées par les gouvernements avec les lobbies agricoles ou industriels[réf. souhaitée]. 
Aux États-Unis le droit pénal environnemental s'est composé autour d'un noyau de huit lois fédérales, principalement adoptées dans les années 1970 et modifiées au cours des deux dernières décennies. En particulier Le Comprehensive Environmental Response, Compensation, and Liability Act (CERCLA) de 1980[réf. souhaitée] permet d'obtenir réparation pour les atteintes aux ressources naturelles résultant du déversement de pétrole ou de substances dangereuses.
En France, le crime environnemental est principalement défini par la jurisprudence [réf. souhaitée] et il implique actuellement de recourir au droit commun de la responsabilité civile peu précis sur sa définition et qui nécessite de démontrer la faute, le dommage et un lien de causalité, ce qui est souvent difficile dans le domaine de l'environnement. Néanmoins, un code de l'environnement s'est peu à peu constitué en réponse notamment aux obligations européennes [réf. souhaitée], puis parfois simplifié alors qu'une Charte de l'environnement était adossée à la constitution.

## Crime environnemental: pratique

### Législations contre les crimes environnementaux

#### Législation mondiale
Quelques conventions mondiales contiennent des éléments permettant de qualifier et poursuivre certains crimes environnementaux (ex. : MARPOL pour les pollutions marines).

#### Législation européenne
En 2003, une première décision-cadre a approuvé le principe d'une lutte organisée contre la criminalité environnementale  par le droit pénal (adoptée en 2003 par le Conseil de l'Europe, sur la base des dispositions relatives à la coopération en matière pénale figurant dans le traité sur l'Union européenne).
En 2007, la Commission européenne a  présenté une nouvelle proposition de directive imposant aux États membres de traiter les atteintes graves à l'environnement comme des infractions pénales et à veiller à ce qu'elles soient effectivement sanctionnées, de manière notamment à ce que les délinquants environnementaux ne profitent des disparités entre les droits pénaux des États membres. « Nous ne pouvons permettre que la criminalité environnementale trouve refuge au sein de l'Union » a insisté le vice-président Franco Frathni à cette occasion. 
L'Europe demande aux États membres d'appliquer aux sociétés concernées des peines de cinq années d'emprisonnement ou plus, et des amendes d'au moins 750 000 euros dans les cas où les infractions ont entraîné la mort de personnes ou leur ont causé de graves lésions, ou ont provoqué une dégradation substantielle de l'air, du sol ou de l'eau ou bien de la faune ou de la flore, ou qui ont été commises dans le cadre d'une organisation criminelle, avec des sanctions supplémentaires ou alternatives (obligation de nettoyer/restaurer l'environnement, obligation de cessation d'activités de certaines entreprises). 
Au tout début des années 2000, l'Europe semble vouloir d'abord centrer ses efforts sur l'instauration de normes réglementaires minimales communes pour toutes les législations des États membres et leur coopération judiciaire.
En 2012, le parlement européen a ouvert une audition publique sur la criminalité environnementale lors de la commission spéciale du Parlement européen sur la criminalité organisée. Le parlement a appelé les 27 États-membres à travailler à un cadre législatif commun et ambitieux dans la lutte face à la montée des éco-mafias ; « On ne peut pas espérer démanteler les systèmes criminels si l’on n’utilise pas les mêmes méthodes que celles qui ont fait leurs preuves en Italie, à savoir s’en prendre aux actifs et saisir, confisquer les biens » a rappelé Sonia Alfano, présidente de la commission.

#### Législation française actuelle
- Le nouveau Code Pénal (loi 92-686 du 22 juillet 1992) introduit la notion d’intérêts fondamentaux de la nation, qui inclut les atteintes aux institutions de la République ou à l'intégrité du territoire national[18]. Toutefois, ce chapitre n'est pas (encore) renseigné.
- « La mise en danger de la vie d'autrui »(article 223-1 du Code pénal) appelle le principe de précaution et de prévention.
- Le concept de « crime de terrorisme écologique » (article 421-2 du Code pénal), est défini par l’introduction « dans l’atmosphère, sur le sol, dans le sous-sol ou dans les eaux, d’une substance de nature à mettre en péril la santé de l’homme ou des animaux ou le milieu naturel » (puni par jusqu'à 15 ans de réclusion criminelle (voire à perpétuité en cas de décès) et de 230 000 euros d’amendes).

#### Perspectives d'évolution en France
En octobre 2013, Yves Jégouzo, Professeur émérite de droit public (Paris-I-Panthéon-Sorbonne) et ancien conseiller d'État en service extraordinaire (avril 2002-avril 2006) a coordonné un groupe de travail et un rapport sur la réparation du préjudice écologique (remis le 17 septembre 2013 à la garde des Sceaux, Christiane Taubira puis soumis à la consultation du public). Parmi 10 grandes propositions, ce rapport propose la création d'une Haute autorité environnementale, indépendante et garante du respect de l'environnement -« Cette Haute autorité aurait une mission générale d'évaluation, de régulation et de vigilance quant à la prévention et la réparation des dommages causés à l'environnement", prévoit le rapport, qui avance l'idée de fusionner des entités existantes, en se gardant toutefois de les nommer (CGEDD, CNDP...?), afin "d'avoir une empreinte budgétaire moindre »). Ce rapport propose une définition du préjudice écologique, la création d'un régime de réparation du dommage environnemental et l'introduction dans le Code civil de deux articles visant à « améliorer, favoriser et sécuriser les actions de prévention des dommages causés à l'environnement », grâce notamment à une liste d'experts (ouverte aux organismes de recherche publics et validée par les ministères de l'environnement et de la justice et soumis à une déontologie en santé publique et en environnement) ainsi qu'à des juges spécialisés (dans la réparation du dommage écologique) et à la création d'un fonds financier destiné à la réparation environnementale « "qui pourrait être conçu comme un simple compte ouvert dans le budget de la Haute autorité", permettrait "de garantir l'affectation" des condamnations prononcées à la réparation de l'environnement » . Ce rapport propose que les réparations se fassent prioritairement en nature (obligation de résultat) plutôt que financièrement. Sinon « en cas d'impossibilité, d'insuffisance ou de coût économiquement inacceptable d'une telle réparation, le juge alloue des dommages et intérêts affectés à la protection de l'environnement, précise le rapport, subsidiairement, ces dommages et intérêts sont alloués au Fonds de réparation environnementale [ou à la Haute autorité environnementale] à des fins exclusives de réparation environnementale ». 
- En 2015, la ministre a annoncé début 2015 que la notion de « préjudice environnemental » sera inscrite dans le code civil[5].

### Actions contre les crimes environnementaux
Dans divers pays[réf. souhaitée], une police de l'environnement ou des polices spécialisées (police de l'eau, des déchets, etc) se mettent progressivement en place, y compris au niveau international, au sein d'INTERPOL qui depuis 1992 a pour mission officielle de faciliter la coopération des douanes et polices sur ce thème. 
En France, le décret n° 2004-612 du 24 juin 2004 crée l'Office central de lutte contre les atteintes à l'environnement et à la santé publique (OCLAESP), service de police judiciaire à compétence nationale. 
INTERPOL a créé une unité de lutte notamment contre le commerce du bois illégal dans la filière bois dans le cadre d'un projet dite Project LEAF et a annoncé en février 2013 la création d'une unité chargée de combattre la pêche illégale dans le cadre d'une initiative dite project scale. 
Cette annonce a suivi d'une semaine la publication d'une étude par l'ONG Oceana qui a montré que pour plus de 1.200 échantillons de poissons étudiés dans près de 700 points de vente aux États-Unis, un tiers étaient mal ou faussement étiquetés[réf. souhaitée]. Selon Anthony Long, responsable d'une campagne mondiale du Pew Charitable Trust visant à mettre fin à la pêche illégale, en 1993, un cinquième des poissons sortis de l'eau par les chalutiers peuvent être considérés comme illicite, non déclarés et hors-réglementation . Et selon étude de 2009, la pêche illégale était estimée générer un revenu annuel de 10 à 23,5 milliards de dollars, correspondant à 11 à 26 millions tonnes détournées du commerce légal, tout en contribuant à la surpêche  (début 2013, 1$ = 0.7567€ ). Et le problème tend à s'aggraver grâce aux nouvelles technologies[réf. souhaitée] permettant aux navires participant à la pêche illégale de rester en mer plus longtemps et de pêcher beaucoup plus profondément, avec des équipages souvent maintenus dans des conditions de quasi-esclavage[réf. souhaitée], avec une perspective d'aggravation des effets écologiques par la pollution et le changement climatique. 
L'armée, peut aussi dans certains pays accompagner ce type d'action dans le cadre de missions environnementales (ex : lutte contre l'orpaillage illégal en Guyane)[réf. souhaitée].
Un « Réseau européen de lutte contre le crime environnemental » a été créé, financé par le « Programme de soutien à la justice pénale de l’Union européenne », pour améliorer la mise en œuvre et l’application de la Directive 2008/99/EC sur la protection de l’environnement par le droit pénal.
Une difficulté est que des sociétés aux activités très rentables préfèrent souvent délocaliser leurs activités ou  sous-traiter ailleurs leurs activités les plus polluantes et/ou continuer à surexploiter et polluer l'environnement plus que la loi ne les y autorise, en payant simplement les amendes qu'on leur impose (si elles sont poursuivies et/ou démontrées coupables de violation de la législation environnementale)[réf. souhaitée]. 
La « criminalisation » des pollutions illégales et graves a été freinée par un débat qui n'est pas clos entre deux grandes approches :
- Les uns arguent que les mises aux normes (volontaires ou imposées) défavorisent les entreprises (industrielles, agricoles) qui les mettent en œuvre (en termes d'avantage concurrentiel face à des concurrents qui ont ignoré les lois environnementales) Ils suggèrent de faire confiance aux entreprises et d'encourager des chartes et guides de bonne conduite ou de bonnes pratiques, d'application volontaire. Certains dans une vision libérale, encouragent un marché des droits à polluer (par exemple expérimenté dans de domaine de la lutte contre les émissions de gaz à effet de serre).
- Les autres au contraire avancent que le respect de ces normes est source d'une amélioration de l'image de l'entreprise en termes de responsabilité sociale et environnementale, de sécurité des process et d'économies d'énergie et de matière, au bénéfice économique de l'entreprise, surtout si elle bénéficie de prêts à bas taux ou de subventions qui peuvent être financés par des écotaxes (via en France les Agences de l'eau par exemple).
- Entre ces deux écoles, certains proposent d'encourager les entreprises vertueuses par des systèmes de type bonus/malus, et de durcir la législation pour les "mauvais élèves" et contre les malveillances[29], tout en les aidant s'ils l'acceptent à respecter la loi.

L'application du droit relève souvent de différents organismes coopérant plus ou moins pour l'application du droit de l'environnement aux niveaux international, régional, national, de l'État et locaux, n'étant compétent qu'à un seul niveau dans cette hiérarchie ou au niveau géographique. 
Souvent la stratégie est celle « de la carotte et du bâton »
- la loi s'appuie sur un corpus de normes, et de moyens de vérifier leur respect,
- la Justice dispose de différents moyens coercitifs pour exiger le respect de la législation environnementale
- parallèlement des stratégies d'aide et conseil, de négociation et conciliation et d'éducation à l'environnement et de prévention[30] sont orientés vers les  individus, entreprises, organisations et gouvernements pour les aider à comprendre le droit, ses arguments et pour les aider à se conformer aux lois et réglementations environnementales.

En outre, le caractère planétaire de nombreux impacts environnementaux implique une meilleure coopération des institutions de contrôle, police et surveillance (Tomkins, 2005), parfois facilités par les progrès de l'observation satellitale et des communications, mais freinée par le cloisonnement administratif de l'action juridique.
L'application du droit de l'environnement et les services juridiques et de police associés dépendent toutefois encore beaucoup de leur législation nationale, et de moyens budgétaires et humains encore peu développés pour le secteur environnemental dans de nombreux pays[réf. souhaitée].
Des instruments juridiques internationaux et des traités modifient aussi la façon dont les États souverains traitent les questions d'environnement .

## Limites dans l'application du droit
Elles sont celles de la responsabilité sans faute, et parfois de la difficulté d'établir la réalité ou la mesure du problème et/ou la preuve d'une culpabilité (par exemple la pollution diffuse ou du caractère invisible de certains polluants (nanoparticules), ou d'effets discrets (ex : perturbation hormonale), synergiques ou différés de nombreux polluants. 
Il n'y a en outre pas encore de consensus sur les « seuils » à prendre en compte pour certains polluants (nanoparticules, pesticides, radioactivité, résidus de médicaments, etc). 
Un problème particulier est également posé par les grandes catastrophes environnementales résultant de la synergie entre plusieurs causes naturelles et/ou anthropiques (ex : catastrophe de Fukushima associant (en 2011) les dégâts d'un séisme, d'un tsunami et d'un accident nucléaire grave. Les coûts matériels, humains et sociaux peuvent être si élevés qu'ils dépassent les capacités les assurances et réassurances ou des industries et gouvernements en cause.
Un autre problème est que les nombreux traités et conventions internationales destinés à la protection de l'environnement sont des instruments prévus pour les États et non pour les sociétés multinationales, acteurs non étatiques souvent peu transparents et parfois plus riches que les États pauvres.
Enfin, certaines pertes semblent non-compensable (ex : une espèce disparue, un milieu ou un écosystème ou un service écosystémique jugé précieux et unique et définitivement détruit).

## Dans le fait religieux
L'Église catholique a pris en compte la protection de l'environnement dans ses positions. 
La pollution de l'environnement a été évoquée le 9 mars 2008 par Mgr Gianfranco Girotti, régent de la Pénitencerie apostolique, comme une forme moderne du péché. Il a également insisté sur la dimension collective du péché, alors que l'accent est traditionnellement mis sur la dimension individuelle.
Il est évident que l'on ne parlera de crime environnemental que dans le cas d'une pollution d'une gravité exceptionnelle en termes d'intensité, d'étendue géographique ou temporelle, d’irréversibilité, ou selon les espèces (protégées, menacées...) et ressources naturelles touchées.
L'encyclique Laudato si' du pape François parle largement de la sauvegarde de la Création.